# دانیل سامک
دانیل سامک (انگلیسی: Daniel Samek؛ زادهٔ ۱۹ فوریهٔ ۲۰۰۴) بازیکن فوتبال اهل جمهوری چک است.
وی همچنین در تیم‌های ملی فوتبال زیر ۱۵ سال، زیر ۱۶ سال و زیر ۱۹ سال جمهوری چک بازی کرده‌است.